# Майкл Стюарт Браун

Майкл Стюарт Бра́ун (англ. Michael Stuart Brown; 13 квітня, 1941, Бруклін, Нью-Йорк, США) — відомий американський лікар і біохімік. За дослідження спадкової гіперхолестеринемії та відкриття рецептора ліпопротеїнів низької щільності разом з Джозефом Голдштейном отримав Нобелівську премію з фізіології або медицини в 1985 році.

## Біографія
Майкл Браун закінчив Університет Пенсільванії в 1962 і медичну школу цього ж університету в 1966. З тих пір працює в Південно-Західному медичному центрі (Університет Техасу) в області метаболізму холестерину. Автор багатьох статей у провідних світових біологічних і медичних журналах. У 1985 році отримав Нобелівську премію за відкриття рецептора ліпопротеїнів низької щільності.